# Ivan Leonardi
Sveti Ivan Leonardi (tal. Giovanni Leonardi, Diecimo kraj Lucce, 1541. – Rim, 9. listopada 1609.) talijanski prezbiter i svetac, osnivač Družbe regularnih klerika Majke Božje.

## Životopis

### Djetinjstvo i obrazovanje
Ivan Leonardi rođen je kao sedmo i najmlađe dijete 1541. godine u Diecimu, nedaleko Lucce, u talijanskoj pokrajini Toscani. Započeo je studij farmacije, ali se kasnije predomislio i počeo studirati teologiju. Godine 1572. zaređen je za svećenika.

### Pastoralno djelovanje
Djeluje kao propovjednik i ispovjednik u Lucci. Godine 1574. utemeljuje Družbu regularnih klerika Majke Božje (Chierici regolari della Madre di Dio), no gradske vlasti protive se osnivanju novoga reda, pa je Leonardi prisiljen napustiti Luccu i otići u Rim.
U Rimu se upoznaje i surađuje s Filipom Nerijem. Piše o dogmatskim pitanjima i duhovnosti, te promiče nauk i duh Tridentskoga sabora. Također, idejni je tvorac i jedan od osnivača posebne kongregacije za misije pri Svetoj Stolici, Svete kongregacije za širenje vjere.
Umro je u Rimu 9. listopada 1609. godine.

## Štovanje
Ivana Leonardija blaženim je proglasio 1861. godine papa Pio IX., a svetim 1938. godine papa Pio XI. Godine 2006. proglašen je zaštitnikom ljekarnika. Spomendan se slavi 9. listopada.

## Vanjske poveznice
Ostali projekti
|  | Zajednički poslužitelj ima još gradiva o temi Ivan Leonardi |

Mrežna mjesta
- Družba regularnih klerika Majke Božje  Arhivirana inačica izvorne stranice od 7. listopada 2012. (Wayback Machine), službeno mrežno mjesto (tal.)